# پیشگیری ثانویه
پیشگیری ثانویه عبارتست از کاهش پیامدهای شدیدتر بیماری از طریق تشخیص به موقع و درمان. پیشگیری ثانویه را می‌توان به صورت راه‌های موجود برای تشخیص اولیه به موقع عفونت یا بیماری و مداخله مؤثر و قاطع برای بهبود وضع سلامت، چه در سطح فردی و چه اجتماعی تعریف کرد.